# Hårlev Kirke
Hårlev Kirke er bygget 1080-1275 i romansk stil af kridtkvadre og munkesten. Bag kirken ligger den store gravhøj Kong Hothers Høj eller Kongshøj.
Hårlev Kirke er opført af Hvideslægten som er kendt for sit omfattende kirkebyggeri i 1200-tallet. Kirken blev bygget i forbindelse med at Hvideslægtens Ingegerd af Regenstein i 1256 oprettede Skt. Clara Kloster i Roskilde for selv at træde i dets tjeneste. For at sikre klostrets drift skænkede hun selv en del landsbyer til klostret heriblandt Hårlev, Endeslev, Ll.Tårnby, Aggerup, Lystrup og Ammerup og lod opføre kirker i de største af landsbyerne.
Hårlev Kirke blev udover apsis, kor og skib oprindeligt bygget med et tårn i samme bredde som kirkeskibet. Det brede tårn er en speciel byggestil som var kendetegnende for slægtens kirker og kan stadig ses på bl.a. Fjenneslev Kirke ved Sorø og Tveje Merløse Kirke ved Holbæk.
Overdelen af det brede tårn på Hårlev kirke blev fjernet, så tårnet havde samme højde som skibet.
I 1400-tallet fik gavlene i kor og skib kamtakker og først i 1500-tallet blev kirken udbygget med sakristi, våbenhus og et nyt tårn.
I 2010 blev kirken gennemrestaureret indvendigt, hvorved der afsløredes en del originale kalkmalerier, der er overkalket.
Hårlev jorder og dermed også Hårlev kirke kom i 1400-tallet under Tryggevælde hovedgårds kronel, men overgik ved Christian 5.s tiltrædelse som konge i 1670 til Otte Skeels Vallø. Fra 1738 overgik kirken til Vallø Stift og i 1913 blev den selveje.
Hårlev og Himlingøje sogne udgjorde ét pastorat indtil 1967, hvor Varpelev sogn blev tillagt pastoratet Hårlev-Varpelev Pastorat, mens Himlingøje sogn overgik til Endeslev-Vråby-Pastorat.

## Indskriften på kirkens sakristi
På ydermuren af sakristiet findes følgende runeindskrift: Hr Niels Leganger lod her begrave sin datter Anna Sylvia og satte træer på hendes grav.
Herefter står på hebraisk med hebraiske bogstaver: Herren gav, Herren tog, Herrens navn være lovet.
Indskriften er udført af tidligere sognepræst Niels Leganger 1750-1766.
Historien bag indskriften er ifølge overleveringen: 

"Præstens datter, Anna Leganger, var forlovet med kromand Sivart Neergaard i Hårlev. Han lod hende sætte sit hus i stand, mens han rejste bort for at hente nogle fremmede, som han ville vise opmærksomhed. Ved hjemkomsten medbragte han en kone. Synet af hende skilte Anna Leganger fra hendes forstands brug og snart efter også livet. Faderen plantede fire kastanjetræer over hendes grav."
Ifølge Vallø lokalhistoriske arkiv hed den omtalte kromand Sivart Thomas Pedersen Neergaard og var født på Lellingegård ved Køge, hvor hans far var forpagter. Sivart Neergaard var af adelig slægt og levede som kroholder og møller i Hårlev. Han forpagtede senere Høvdinggård i Hårlev og Juellinge gods ved Karise. Hans hustru Petrea Sophie Staal var datter af en velhavende købmand i Vordingborg.
Kastanietræerne ved graven var indtegnet ved præsternes gravplads ved sakristiet på kort over kirkegården fra 1822, men findes ikke længere.